# Tilly (Villers-la-Ville)
Tilly ist ein südlicher Ortsteil von Villers-la-Ville in der belgischen Region Wallonien mit etwa 1.700 Einwohnern (2010). Den historischen Ortskern bilden das ehemalige Herrenhaus und die klassizistische Kirche Saint-Martin, meist Église de Tilly genannt, die im 19. Jahrhundert anstelle eines mittelalterlichen Vorgängerbaus errichtet wurde.

## Geschichte

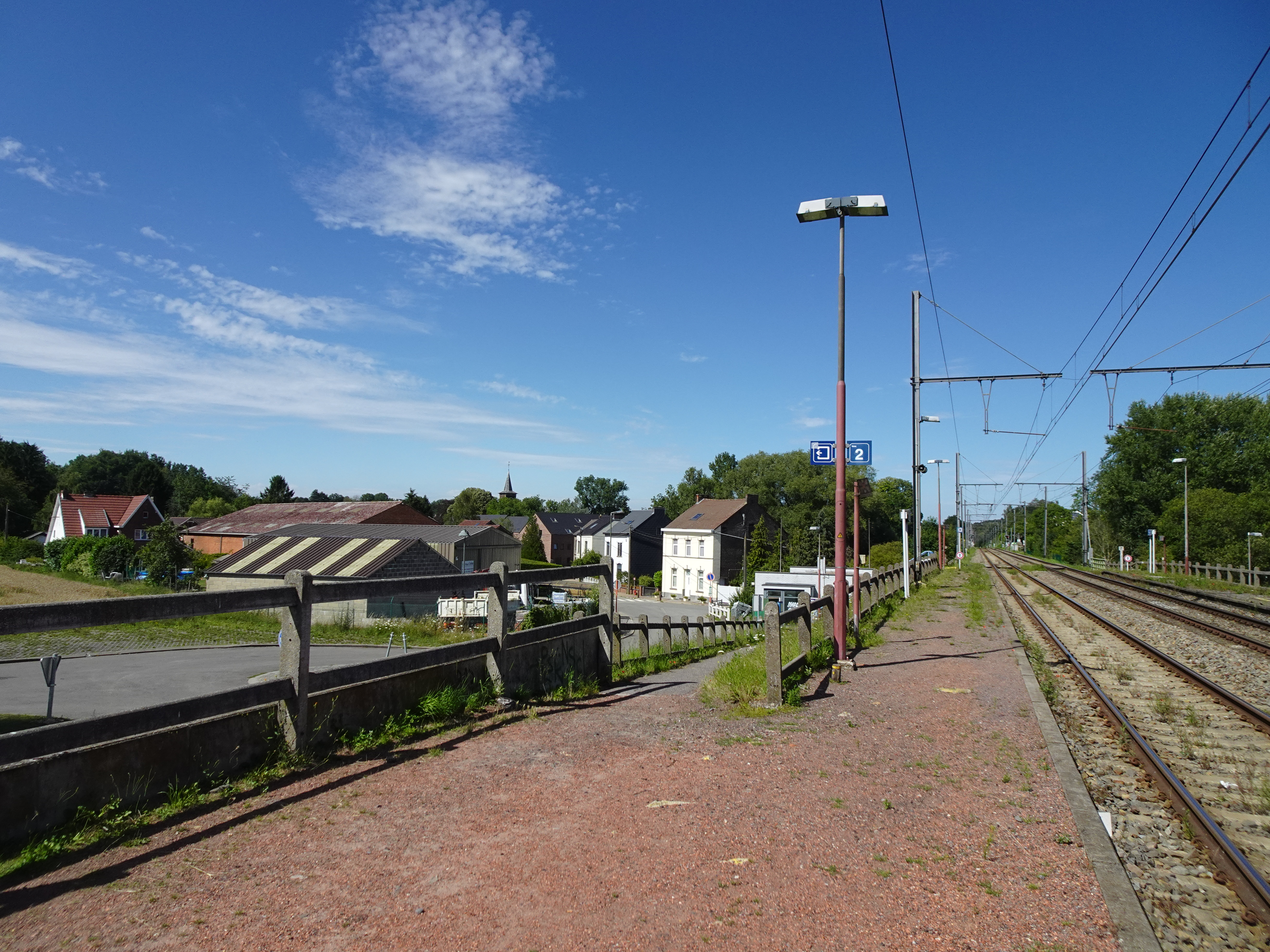
Bahnhof von Tilly

Schloss und Gut Tilly kamen 1448 in den Besitz der Brüsseler Patrizierfamilie T’Serclaes. Der hier ansässige Zweig der Familie nannte sich seitdem T’Serclaes von Tilly. Durch den 1559 im Schloss geborenen späteren kaiserlichen Feldherrn Johann T’Serclaes von Tilly wurde der Name weltweit bekannt.
Im Zuge der belgischen Kommunalreform von 1977 wurde die bis dahin selbständige Gemeinde nach Villers-la-Ville eingegliedert.